# Giuseppe Veronese
Pour les articles homonymes, voir Veronese.
Giuseppe Veronese (7 mai 1854 - 17 juillet 1917) est un mathématicien italien. Il est né à Chioggia, près de Venise.

## Biographie
Veronese obtient sa laurea en mathématiques de l'Istituto Tecnico di Venezia en 1872.
Bien que le travail de Veronese ait été sévèrement critiqué comme malsain par Peano, il est maintenant reconnu comme ayant la priorité sur de nombreuses idées qui sont depuis devenues des parties des nombres transfinis et de la théorie des modèles, et comme l'une des autorités respectées de l'époque, son travail a servi à concentrer Peano et d'autres sur la nécessité d'une plus grande rigueur.
Il est particulièrement connu pour son hypothèse de continuité relative qui est à la base de son développement du premier continuum linéaire non archimédien.
Veronese produit plusieurs monographies importantes. Le plus célèbre parait en 1891, Fondamenti di geometria a più dimensioni ea più specie di unità rettilinee esposti in forma elementare, normalement appelé Fondamenti di geometria pour le distinguer des autres œuvres de Véronèse également appelées Fondamenti. C'est ce travail qui est le plus sévèrement critiqué à la fois par Peano et Cantor, mais Levi-Civita le décrit comme magistral et Hilbert comme profond.